# Diabulimia
Diabulimia (junção das palavras diabetes e bulimia) refere-se a um transtorno alimentar em que as pessoas com diabetes tipo 1 , deliberadamente consomem menos insulina do que o necessário, com a finalidade de perder de peso. A diabulimia não é reconhecida atualmente como um diagnóstico formal pelas comunidades médicas ou psiquiátricas. No entanto, as frases "comportamento alimentar perturbado" ou "comportamento alimentar transtornado" (CAP e CAT), ou transtorno alimentar (TE), são muito comuns na literatura médica e psiquiátrica, que trata da condição dos pacientes que têm diabetes tipo 1 e que também intencionalmente manipulam as doses de insulina para o controle de peso, juntamente com comportamento bulímico.

## Sintomas
Uma pessoa com diabulimia, especialmente se não tratada precocemente, pode sofrer efeitos negativos sobre o corpo mais cedo do que quem o está tratando corretamente. Dos diabéticos que têm CAP ou CAD, alguns intencionalmente utilizam mal a insulina como um meio para controlar o peso.
Suspensão de insulina, combinado com o consumo excessivo de comida pode resultar em cetoacidose. Múltiplas internações por cetoacidose e hiperglicemia são sugestões para detectar um conflito emocional subjacente.

### Curto prazo
Estes são, a curto prazo, os sintomas de pacientes com diabulimia
- Constante urinação
- Constante sede
- Excesso de apetite
- Altos níveis de glicose no sangue (muitas vezes mais de 600 mg/dL ou 33 mmol/L)
- Fraqueza
- Fadiga
- Grandes quantidades de glicose na urina
- Incapacidade para se concentrar
- Perturbação eletrolítica
- Grave cetonúria, e, em cetoacidose, grave cetonomia
- Baixos níveis de sódio

### Médio prazo
Estes são, a médio prazo, os sintomas dos pacientes com diabulimia. Eles são predominantes quando a diabulimia não é tratada e, portanto, incluem também, os sintomas da diabulimia a curto prazo
- Atrofiação muscular
- Doença de refluxo gastroesofágico
- Indigestão
- Grave perda de peso
- Proteinúria
- Moderada a grave desidratação
- Edema com a reposição de líquidos
- Alto colesterol

### Longo prazo
Se uma pessoa com diabetes tipo 1 que tem diabulimia sofre com a doença por mais de um curto período de tempo—normalmente devido à alternância de fases, durante o qual a insulina é injetada corretamente, e as recaídas, durante o qual eles têm diabulimia—então os seguintes sintomas podem ser esperados:
- Danos renais graves - devido ao alto nível de açúcar no sangue que pode sobrecarregar os rins, levando eventualmente a insuficiência renal e à necessidade de um transplante de rim[2]

- Neuropatia grave (lesão no nervo para as mãos e para os pés)
- Fadiga extrema
- Edema (durante as fases controladas de açúcares sanguíneos)
- Problemas de coração
- Colesterol elevado
- Osteoporose
- Morte

Muitas vezes, as pessoas com diabetes tipo 1 que omitem injeções de insulina já foram diagnosticadas com um transtorno alimentar, como anorexia nervosa ou bulimia nervosa. Esses indivíduos geralmente não sabem que a diabulimia é mais comum do que pensam e também é muito difícil de superar. Ao contrário da anorexia e da bulimia, a diabulimia às vezes exige que o indivíduo aflito pare de cuidar de uma condição médica. Ao contrário do vômito ou da fome, às vezes não há ação clara ou força de vontade envolvida. A diabulimia pode ser mais atraente para indivíduos que querem perder peso.
Muitos artigos e estudos concluem ainda que as mulheres diabéticas têm, em média, um índice de massa corporal maior (IMC) do que as outras mulheres não diabéticas. Meninas e jovens adultas com IMCs maiores também são mostradas como sendo mais propensas a ter um comportamento alimentar desordenado (CED). Muitos artigos, autorizados, foram publicados, e que mostram que adolescentes e adolescentes com diabetes tipo 1 têm taxas significativamente maiores de distúrbios alimentares de todos os tipos do que as meninas sem diabetes. Esta condição pode ser desencadeada ou exacerbada pela necessidade de diabéticos para exercer vigilância constante em relação ao alimento, peso e controle glicêmico. Em mulheres adolescentes, o aumento de peso que o tratamento com insulina pode causar, pode ainda desempenhar uma maior probabilidade no risco de desenvolvimento de anorexia e/ou bulimia.

## Tratamento
Não há diretrizes específicas para o tratamento das diabetes e da alimentação desordenada, mas a abordagem padrão para o tratamento de duas condições complexas, conta com uma equipa multidisciplinar de profissionais que neste caso poderão incluir: endocrinologista, psiquiatra, psicólogo, nutricionista, etc.